# Teateråret 2006

## Händelser

### Mars
- 2 mars – Operan Svall har urpremiär i Kulturhuset i Stockholm. Den handlar om hedersmord, och sätts upp i samarbete med Norrlandsoperan, Riksteatern och Folkoperan.[1]
- 9 mars – Jasenko Selimovic utses till ny chef för Radioteatern i SR P1.[1]

### Maj
- 23 maj – Det är etthundra år sedan Henrik Ibsens död, något som präglar det norska teateråret. Genom otaliga iscensättningar högtidlighålls Ibsens minne.

### Okänt datum
- Jimbochoteatern uppförs i Chiyoda, Tokyo.

## Priser och utmärkelser
- Expressens teaterpris "En bit av Georgs hatt" tilldelas Farnaz Arbabi.
- "Thaliapriset" tilldelas Sven Ahlström.
- Svenska teaterkritikers stora pris tilldelas Farnaz Arbabi.
- Svenska teaterkritikers barn- och ungdomspris tilldelas Siri Hamari.

## Årets uppsättningar

### Januari
- 5-8 januari – Disney on Ice hålls i Globen.
- 8 januari – 27-årige Katharina Wagner, som är barbarnsbarn till Richard Wagner, blir utbuad då hennes uppsättning av Puccinis "Triptyken" har premiär på Deutsche Oper i Berlin.[1]

### Februari
- 4 februari – Premiär för Fidelio på Göteborgsoperan.
- 25 februari – Premiär på Johan Gabriel Borkman av Henrik Ibsen på Dramaten.

### Mars
- 8 mars – August Strindbergs pjäs Fröken Julie, i regi av Thommy Berggren, på Dramaten i Stockholm läggs ner för vårsäsongen efter att ha setts av 25 177 personer [2].
- 11 mars – Jonas Hassen Khemiris pjäs Invasion, i regi av Farnaz Arbabi, har urpremiär på Stockholms stadsteater [2].
- 23 mars – Kristina Lugns pjäs Katarina den stora' har premiär på Teater Brunnsgatan Fyra [2].

### April
- 7 april – Torbjörn Flygts pjäs Karriär, i regi av Dennis Sandin har premiär på Malmö dramatiska teater [2].

### Juli
- 20 juli – Pablo Picassos pjäs Åtrån fångad i svansen, i regi av Carmen C. Wong på Capital Fringe Festival i Washington, D.C..

### September
- 22 september – Musikalen RENT har premiär på Göta Lejon. Huvudrollsinnehavare är Linda Bengtzing och Linus Wahlgren.

### Okänt datum
- Kotten – Ett sagolikt äventyr i Gunnebo sommarspel
- Mudderverket
- The Mental States of Gothenburg, Angereds Teater – Vinner Nöjesguidens teaterpris 2007, och väljs ut till Teaterbiennalen 2007. Regisserad och skriven av Mattias Andersson.
- Invasion!, Stockholms Stadsteater – Jonas Hassen Khemiris dramatikerdebut, regisseras av Farnaz Arbabi, hyllas av en enig kritikerkår och väljs ut till Nordiska teaterdagarna, samt Teaterbiennalen 2007.
- Utvandrarna, Riksteatern och Regionteatern Blekinge Kronoberg – Mobergs utvandrarsvit dramatiseras och regisserad av Farnaz Arbabi, och höjs till skyarna av kritiker och publik. Turnerar Sverige och Finland runt under våren 2007.

## Avlidna
- 29 januari – Jan Zetterberg, 63, svensk teaterchef.

### Fotnoter
1. 1 2 3   När Var Hur 2007. DN
2. 1 2 3 4   När Var Hur 2007. DN